# ALAS (Lenkwaffe)

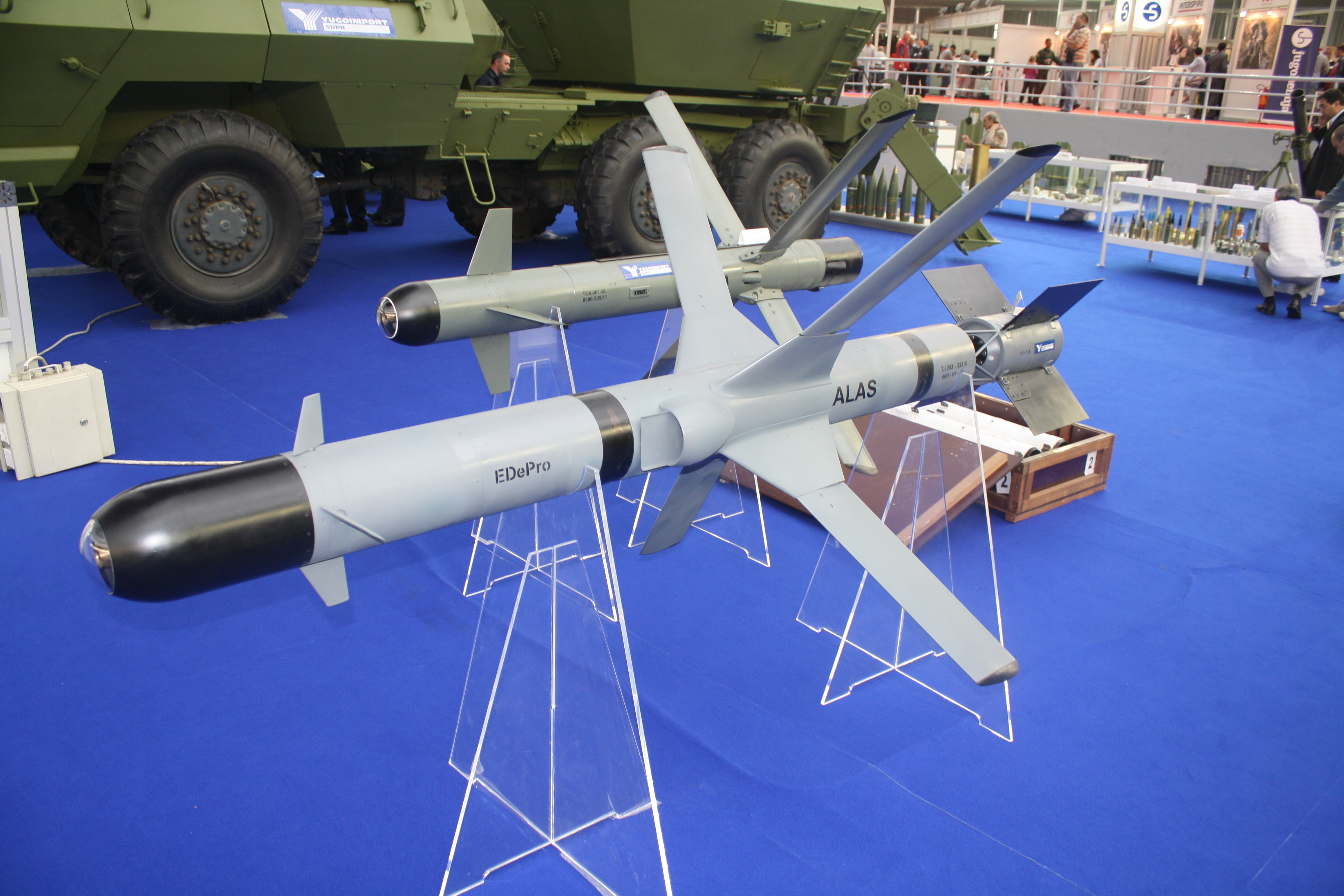
ALAS-Lenkflugkörper

Das Raketensystem ALAS - Advanced Light Attack System (wobei „alas“ im Serbischen auch Fischer bedeutet) ist ein Lenkflugkörper aus Serbien und wurde ab 2008 bei den Streitkräften Serbiens eingeführt.

## Technik
Das ALAS ist ein optisch/drahtgelenktes Lenkflugkörpersystem zur Boden- und Seezielbekämpfung. Das System kann sowohl boden- als auch luftgestützt verwendet werden. Es ist auf Entfernungen zwischen 100 m und 25 km, optional bis 60 km, ausgelegt.
Die Raketensystem zeigt starke Parallelen zum 2003 abgebrochenen deutsch-französisch-italienischen Polyphem-Programm, dessen Seezielflugkörper bis zu einer Reichweite von ebenfalls 60 km konzipiert war.

## Varianten

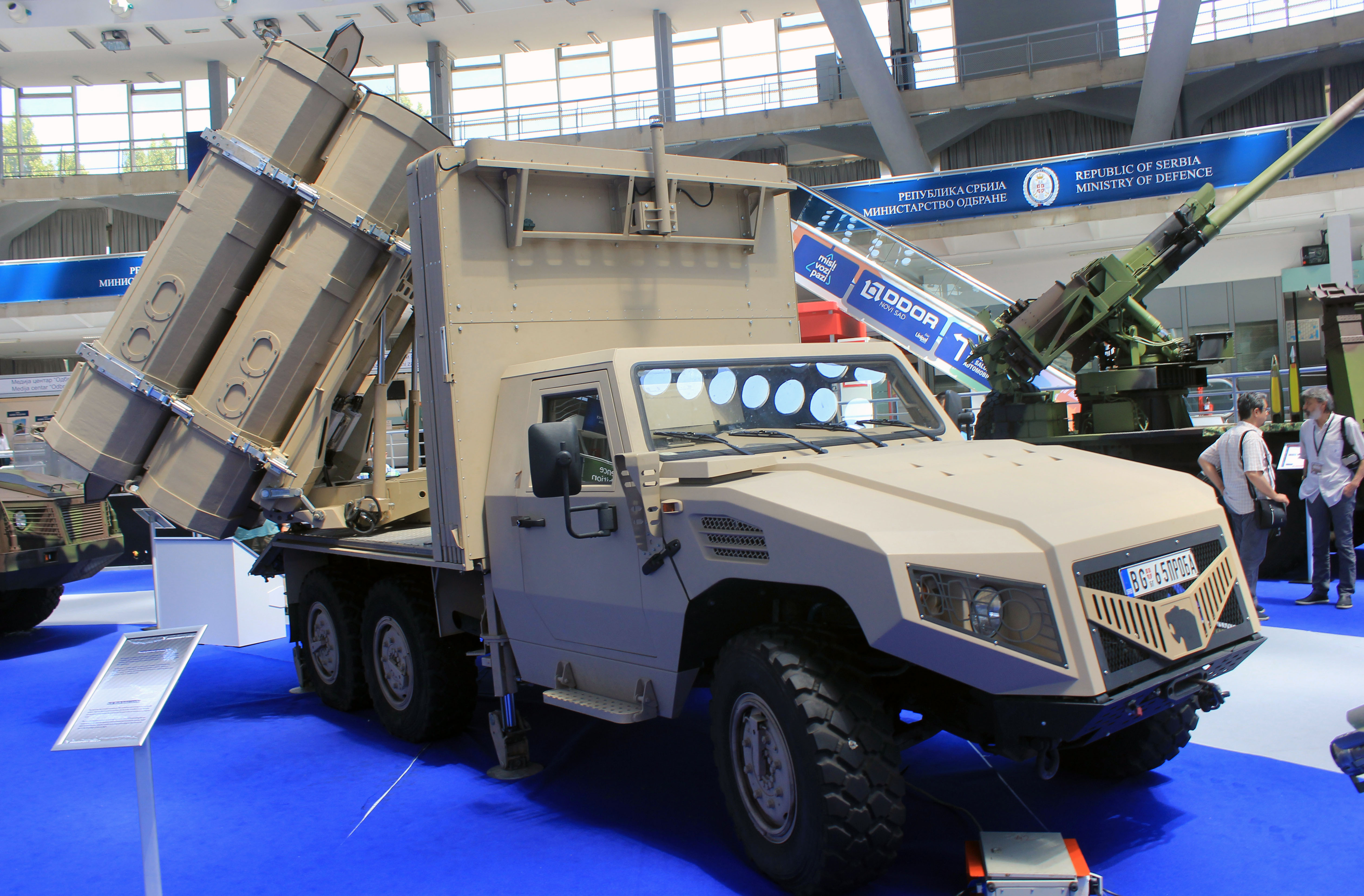
Nimr-Startplattform für ALAS-C-Lenkflugkörper

Der Lenkflugkörpersystem wurde bisher in drei Varianten produziert:
- ALAS-A: Boden-Boden-Variante mit einer Reichweite von 25 km.
- ALAS-B: Boden-Boden-Variante mit einer Reichweite von 60 km.
- ALAS-C (Coastal Defence): Start von einem Fahrzeug vom Festland aus. Die Reichweite beträgt hierbei 25 km bis 50 km. Die Entwicklung der ALAS-C erfolgt gemeinsam mit den Vereinigten Arabischen Emiraten. In diesem Zusammenhang wird das gepanzerte Radfahrzeug Nimr (6x6) aus VAE-Produktion als Waffenplattform verwendet.[2]

Auf der IDEX 2019 wurde die Version RALAS vorgestellt, welche eine kleinere Variante der ALAS darstellt. Statt einem abwerfbaren Booster und einem Ramjet besteht diese Version aus einem Feststoff-Raketentriebwerk. Auf einem NIMR-Fahrgestell können acht abschussfähige Raketen mitgeführt werden. Die RALAS hat zwar nur eine Reichweite von 10 km, dafür ist sie bedeutend kostengünstiger.

## Nutzer
- Serbien
- Vereinigte Arabische Emirate: Während der Rüstungsmesse IDEX 2013 wurde ein Vertrag für die Lieferung von ALAS-C basierend auf 6×6-Nimr-Fahrzeugen mit 8 Startbehaltern abgeschlossen.[4] Diese Version dient der Küstenverteidigung gegen Seeziele. Die Vertrag beinhaltete zudem die Fertigung in VAE.[5]